# Глен Џонсон
Глен МекЛеод Купер Џонсон (енгл. Glen McLeod Cooper Johnson; 23. август 1984) је енглески професионални фудбалер који игра на позицији десног бека за енглеску реперзентацију.
Џонсон је играч који од почетка професионалне каријере најчешће игра на позицији десног бека. Док је играо у Челсију, у одређеним утакмицама је био пребациван на позицију левог бека. Одликује га солидна техника и изразито офанзивна игра за једног бека. Највише се користи десном ногом.

## Трофеји

### Челси
- Првенство Енглеске (1) : 2004/05.
- Лига куп Енглеске (1) : 2004/05.

### Портсмут
- ФА куп (1) : 2007/08.

### Ливерпул
- Лига куп Енглеске (1) : 2011/12.